# Pardasena atripuncta
Pardasena atripuncta är en fjärilsart som beskrevs av George Francis Hampson 1912. Pardasena atripuncta ingår i släktet Pardasena och familjen trågspinnare. Inga underarter finns listade i Catalogue of Life.